# Міхіна Тетяна Володимирівна
Тетя́на Володи́мирівна Мі́хіна (нар. 4 березня 1979, Маріуполь) — українська акторка театру і кіно, артистка драми — провідна майстриня сцени Національного академічного драматичного театру ім. Івана Франка, народна артистка України (2021). Акторка різнопланового характеру, яка «вміло знаходить виразні засоби гри в різних драматичних жанрах», втілила на сцені образи грайливої Наталки Полтавки, харизматичної Едіт Піаф, вразливої Бланш, нещасної вдови Лимерихи.

## Життєпис
Народилася 4 березня 1979 року у місті Маріуполь Донецької області.
Із чотирирічного віку займалася у шкільному танцювальному гуртку народних танців, протягом 14 років — у національному ансамблі танцю. Мріяла про кар'єру танцюристки, але вибір щодо вищої освіти зробила на користь театрального закладу — Харківського інституту мистецтв ім. Івана Котляревського (курс Михайла Тягнієнка та Любові Шульги).

### Театр
Театральну кар'єру почала з Харківської театр-студії «Арабески», у якій грала під керівництвом Світлани Олешко («Мері Крістмас, Джізус Крайст! (Veseloho Rizdva, Isuse!). Вертеп. Ток-шоу»). З 2000 по 2002 роки працювала акторкою Харківського українського драмтеатру ім. Тараса Шевченка, де у маленькій ролі постановки «Гамлет. Сни» режисера Андрія Жолдака на Тетяну звернув увагу Богдан Ступка, який і запропонував молодій акторці пройти прослуховування до київського національного театру. На конкурсі показала уривки з «Мини Мазайло» Миколи Куліша, над якою того часу працювала у Харкові, й після піврічного очікування (стільки складав інтервал між турами), отримала запрошення на роботу у Києві — з 2002-го — акторка Національного академічного драматичного театру імені Івана Франка. Першою столичною роботою стала роль русалки у виставі «Божественна самотність» Олександра Білозуба — постановка за п'єсою «Оксана» Олександра Денисенка.

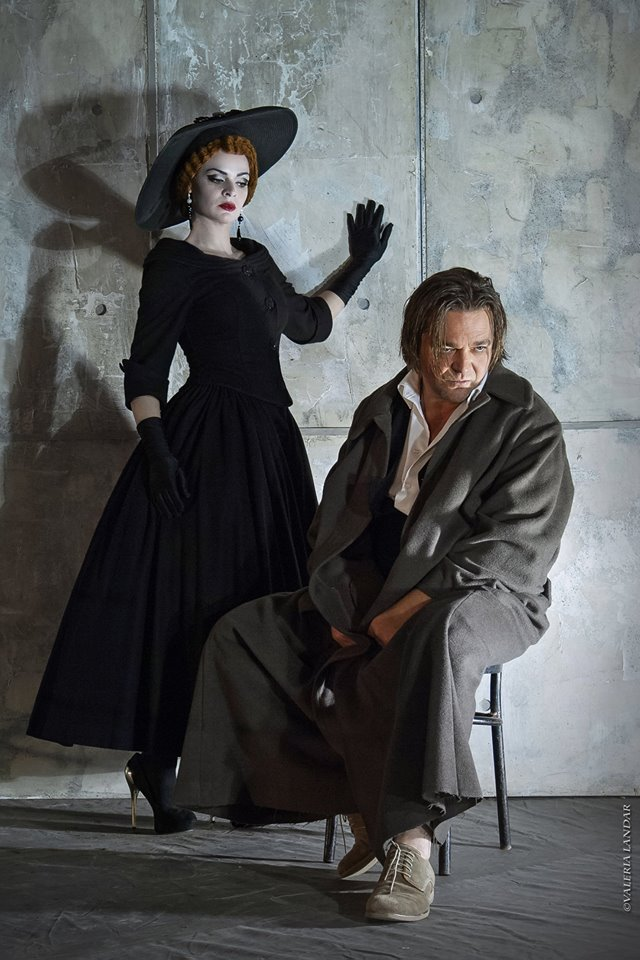
Тетяна Міхіна та Олексій Богданович у виставі «Живий труп»

Визначною стала роль Едіт Піаф мюзиклі «Едіт Піаф. Життя в кредит» Юрія Рибчинського на музику Вікторії Васалатій, який у 2008 році на сцені театру ім. Івана Франка поставив Ігор Афанасьєв. В роботі над роллю акторка, крім вокалу (вистава передбачає, окрім тексту, ще й 15 пісень), переходила на низький голос, застосовувала пластику. Театральні умовності дозволяли не копіювати французьку співачку, а домислювати себе у вирі подій, що випали на долю цій мисткині. Театрознавиця Олена Варварич зазначає: «Згорблена, кульгава, неначе скалічена фізично й духовно, її героїня, однак, здавалась абсолютно вільною (незалежною ні від ударів долі, ні від людських пересудів). Щось неначе пульсувало у ній на межі бісівського та Божого. Від зворушливості та закомплексованості — до стійкості духу й свободи генія актриса вражала глядачів своєю майстерністю… Здавалось, їй було так просто бути причетною до самої Едіт». Робота Тетяни Міхіної була відзначена перемогою у номінації «Краща жіноча роль» Міжнародного театрального фестивалю «Мельпомена Таврії» у 2010 році.
Етапна робота — головна роль у виставі Дмитра Богомазова за п'єсою «Украдене щастя» Івана Франка, яку на київських підмостках свого часу втілювали, зокрема Наталія Ужвій, Ольга Кусенко, Марина Герасименко, Лариса Хоролець, Ірина Дорошенко та інші. Анни в акторському переліку персонажів, яких хотілося зіграти, у Міхіної не було, проте напередодні, у паузі на зйомках кінопроєкту, партнер по майданчику Олексій Тритенко зернувся по допомогу у своїй роботі над роллю Михайла з «Украденого щастя» — треба було почитати за Анну сцену їхньої першої зустрічі. Подальше своє затвердження на роль акторка сприйняла «подарунком долі». Про персонажку Тетяни Міхіної театральна критика відгукнулася так: «Анна — чим не українська Кармен, що зводить з розуму військового, у якого завжди із собою заряджена рушниця? <…> Краса залишається такою ж холодною та відстороненою, як той повний місяць, під яким блукає Анна», «істота не зовсім з людського світу, це — сновида, при тім іноді здається, що ця жінка сниться обом чоловікам, і Миколі, й Михайлові», «з незникаючою прохолодою в очах — ніжною, співчутливою, злобною і ще багато якою (палітра актриси Тетяни Міхіної невичерпна) залишається в свідомості нерозуміння. Її сходження місячною доріжкою від тягаря земного у невагомість почуттів…». Сама ж Міхіна говорить про «Украдене щастя», як про біблійну історію.

### Проєкти

Постер до вистави «Червоний Елвіс» Харківського театру-студії «Арабески»

Під час вагітності молоде подружжя Тетяна Міхіна і Валентин Панюта (гітарист гурту «Lюk», дизайнер, викладач Харківського національного університету імені В. Н. Каразіна) документували процес. На отриманому матеріалі Сергій Жадан створив п'єсу — гострий, іронічний, актуальний, жорсткий текст, що складається з шести новел — своєрідний підручник для самотньої вагітної домогосподарки, яка має не просто вижити в сучасному суспільстві споживання, але зберегти свободу своєї дитини. Прем'єра вистави «Червоний Елвіс» була зіграна 18 березня 2010 року на сцені Харківського театру-студії «Арабески» (постановка Світлани Олешко), ролі в якій зіграли Михайло Барбара, Наталія Цимбал, Ірина Волошина.
У 2018-у році Міхіна взяла участь у проєкті «Нація» Ксенії Малюкової, де на фотографіях Тетяни Гурковської представила українське аутентичне вбрання кінця XIX — початку XX століття.
Брала участь у проєкті «Слуховище» Національного академічного драматичного театру імені Івана Франка, в рамках якого читала листи Василя Стуса до сина, Тараса Шевченка до Григорія Квітки-Основ'яненка.
У 2021-у році долучилася до відтворення сучасного звучання стародавніх кримськотатарських пісень у культурологічному проєкті «Емєль» від ГО «Алєм» — серед учасників — носії кримськотатарської культури та актори київського театру ім. Івана Франка. Тетяна Міхіна виконала кримськотатарську колискову «Aynenni» («Ой люлі»).

### Кінематограф

Постер до фільму «Пекельна Хоругва, або Різдво Козацьке»

Знімається в кіно- та телепроєктах. Ролі у телесеріалах: «Повернення Мухтара–3» (2006, реж. Володимир Златоустівський), «Нюхач–2» (2015, реж. Артем Литвиненко), «Хазяйка» (2016, реж. Бата Недич), «Останній москаль» (2017, реж. Семен Горов) тощо.
У 12-серійному фільмі «Слов'яни» — шість блоків, кожен з яких знімав інший режисер (Петер Беб'як, Міхал Блашко, Сергій Санін, Олег Стахурський). Героїня Тетяни Міхіної — мачуха головної героїні — «зло злюще», яка намагається усіляко нашкодити падчерці. У ситкомі «Нове життя Василини Павлівни» (2019, реж. Олексій Єсаков) — подруга головної героїні — пристрасна Яніна — позитивна персонажка на етапі пошуку своєї другої половинки, яку знаходить в особі Валери (В'ячеслав Василюк). На початку січня 2021 року вийшла пілотна серія детективно-пригодницького ретро-серіалу «Найкращий сищик» — екранізація однойменного роману Владислава Івченка, де Тетяна Міхіна втілює образ панянки, яка проходить трансформацію вид горбатої до красуні.
Серед кіноробіт — історично-біографічний фільм 2018 року режисера Олеся Янчука за сценарієм Михайла Шаєвича «Таємний щоденник Симона Петлюри», де зіграла Анну Рендер, дружину убивці Симона Петлюри Самуїла Шварцбарда. Фестивальна прем'єра фільму-казки «Пекельна Хоругва, або Різдво Козацьке» режисера Михайла Кострова за сценарієм Сашка Лірника, відбулося у конкурсній програмі «Molodist Teen Screen» 48-го щорічного Київського міжнародного кінофестивалю «Молодість». Тетяна Міхіна — донька, Олена Хохлаткіна — мати ромської родини, які легко спілкуються як з людьми, так і з чортом, домовиком.
Франко-швейцаро-український фільм режисерки Елі Ґрапп «Ольга», у якому зіграла Тетяна Міхіна, було відмічено в рамках «Тижнів критики» 74-й Каннського міжнародного кінофестивалю (2021), також стрічка номінується від Швейцарії на премію «Оскар».

## Ролі в театрі
Харківський театр-студія «Арабески»
- 2001 — «Мері Крістмас, Джізус Крайст! (Veseloho Rizdva, Isuse!). Вертеп. Ток-шоу» Сергія Жадана; реж. Світлана Олешко

Харківський академічний український драматичний театр імені Тараса Шевченка
- 2002 — «Гамлет. Сни» за мотивами п'єси Вільяма Шекспіра; реж. Андрій Жолдак — Холерик, епізод[8]
- «Мина Мазайло» за однойменною п'єсою Миколи Куліша — Баронова-Козино

Національний академічний драматичний театр імені Івана Франка (м. Київ)
На сцені Національного академічного драматичного театру ім. Івана Франка зіграла понад 20 ролей:
Бланш Дюбуа — Тетяна Міхіна — вціляє в образ як гострий ніж. Вона як актриса великого кіно, на крупних планах, з пластикою (геніально тонка і точна робота Павла Івлюшкіна) героїнь німих фільмів, балансуючи на межі реальності і фантазії, дивна, зранена, надламана, вирвана з «Прекрасної мрії» — «вишневого саду» — з’являється перед глядачем і своєю сестрою: елегантно вбрана, з підкресленою вишуканою  білою сукнею — талією. Все ще красива, все ще жадана, все ще з надією. Жива. Проте, тут її, як ляльку доламають остаточно: режисер і хореограф дають це зрозуміти глядачеві в першому відкритому зіткненні — протистоянні емпатії та агресії — зі Стенлі Ковальським.
- 2003 — «Божественна самотність» за п'єсою «Оксана» Олександра Денисенка; реж. Олександр Білозуб — Русалка[8]
- (введення, вистава 1996 року) — «Приборкання норовливої» за однойменною п'єсою Вільяма Шекспіра; реж. Сергій Данченко — Катаріна[3][8]
- (введення, вистава 2003 року) — «Ревізор» за п'єсою Миколи Гоголя; реж. Ігор Афанасьєв — Марія Антонівна
- (введення, вистава 2003 року) — «Цар Едіп» за п'єсою Софокла; реж. Роберт Стуруа — три персонажки[3]
- 2004 — «Мисливці за снами» ритуальні фантазії, навіяні творчістю Милорада Павича; реж. Олександр Білозуб[27]
- 2005 — «Наталка Полтавка» за однойменною п'єсою Івана Котляревського; реж. Олександр Ануров — Наталка
- 2005 — «Solo-мия» Олександра Білозуба; реж. Олександр Білозуб — епізод[8]
- 2008 — «Едіт Піаф. Життя в кредит» мюзикл Юрія Рибчинського на музику Вікторії Васалатій; реж. Ігор Афанасьєв — Едіт Піаф
- 2012 — «Сон смішної людини» Петра Панчука за оповіданням Федіра Достоєвського; реж. Максим Голенко — Смішна
- 2012 — «Перехресні стежки» Дмитра Чирипюка за мотивами однойменної повісті Івана Франка; реж. Дмитро Чирипюк — Регіна
- 2013 — «Morituri te salutant» за новелами Василя Стефаника; реж. Дмитро Богомазов — Дівчина
- 2013 — «Дами і гусари» Александера Фредро; реж. Юрій Одинокий — Пані Диндальська
- 2014 — «Живий труп» за п'єсою[ru] Льва Толстого; реж. Роман Мархоліа — Єлизавета Андріївна Протасова, Маша
- 2014 — «Моя професія — синьйор з вищого світу» Джуліо Скарніччі та Ренцо Тарабузі; реж. Анатолій Хостікоєв — Валерія
- 2014 — «Щоденник Майдану» сценічна редакція Андрія Мая за п'єсою Наталки Ворожбит; реж. Андрій Май (документальна вистава)[3]
- 2015 — «Великі комбінатори» за мотивами роману «Дванадцять стільців» Ільфа і Петрова; реж. Дмитро Чирипюк — Еллочка
- 2015 — «Ліс» за п'єсою[ru] Олександра Островського; реж. Дмитро Богомазов — Уліта
- 2016 — «Річард III» за однойменною п'єсою Вільяма Шекспіра; реж. Автанділ Варсімашвілі[ru] — Королева Маргарита, вдова короля Генріха VI
- 2016 — «Три товариші» за однойменним романом Еріха Марії Ремарка; реж. Юрій Одинокий — Ерна Беніг
- 2017 — «Подорож Аліси до Швейцарії» Лукаса Берфуса[en]; реж. Станіслав Мойсеєв — Аліса Галло[28]
- 2017 — «Розбитий глек» за однойменною п'єсою Генріха фон Кляйста; реж. Роман Мархоліа — Марта Рулль
- 2018 — «Земля» за повістю Ольги Кобилянської; реж. Давид Петросян — Рахіра[29]
- 2019 — «Лимерівна» за однойменною п'єсою Панаса Мирного; реж. Іван Уривський — Лимериха[11][30]
- 2020 — «Украдене щастя» за п'єсою Івана Франка; реж. Дмитро Богомазов — Анна[31][32][33]
- 2020 — «Трамвай „Бажання“» за однойменною п'єсою Теннесі Вільямса; реж. Іван Уривський — Бланш Дюбуа[en][34][35]

## Фільмографія
| Рік  |    | Назва                                 | Роль                                    | Примітка                                          |
| ---- | -- | ------------------------------------- | --------------------------------------- | ------------------------------------------------- |
| 2006 | с  | Повернення Мухтара–3                  | Зоя Кондратюк                           |                                                   |
| 2013 | кф | Коріння. СНИ.                         |                                         |                                                   |
| 2014 | с  | Швидка допомога                       | мама Колі                               |                                                   |
| 2015 | с  | Нюхач–2                               | завідувачка кафедрою                    |                                                   |
| 2016 | с  | Хазяйка                               |                                         |                                                   |
| 2017 | с  | Останній москаль                      | Галина (Галла), тітка Ксенії            |                                                   |
| 2018 | с  | Дружина з того світу                  | Рима Іванівна                           |                                                   |
| 2018 | ф  | Таємний щоденник Симона Петлюри       | Анна Рендер, дружина Самуїла Шварцбарда |                                                   |
| 2019 | с  | Нове життя Василини Павлівни          | Яніна, подруга головної героїні         | Ситком                                            |
| 2019 | ф  | Пекельна Хоругва, або Різдво Козацьке | Мірела                                  |                                                   |
| 2020 | с  | Найкращий сищик                       | Уляна                                   | Пілотна серія                                     |
| 2021 | с  | Слов'яни                              | Ясна                                    |                                                   |
| 2021 | ф  | Ольга                                 | мама Ольги                              | Спільне виробництво Франції, Швейцарії та України |

## Визнання та нагороди
- 2010 — Заслужена артистка України[38]
- 2010 — Міжнародний театральний фестиваль «Мельпомена Таврії» — лауреатка у номінації «Краща жіноча роль» за роль Едіт Піаф в однойменній виставі за п'єсою Юрія Рибчинського[9]
- 2011 — Премія імені Віри Левицької Національної спілки театральних діячів України — лауреатка[39]
- 2013 — Премія в галузі театрального мистецтва «Київська пектораль» сезону 2012/13 — номінантка номінації «Найкраще виконання жіночої ролі другого плану» (за роль Смішної у виставі «Сон смішної людини») (лауреаткою стала Катерина Кістень)
- 2021 — Народна артистка України[1]